# Gustav Ernst Robert Schulze
Gustav Ernst Robert Schulze (* 24. Februar 1911 in Berlin; † 5. Oktober 1974 in Dresden) war ein deutscher Physiker und Hochschullehrer.

## Leben
Nach dem Abitur 1929 am Realgymnasium in Königs Wusterhausen studierte Schulze 1929–1933 Physik in Berlin und Göttingen. Es schloss sich eine Hilfsassistententätigkeit an der Universität Göttingen an, die zu seiner Promotion 1934 führte. 1935 wechselte er als Assistent an die Universität Greifswald. 1938 trat er in das Kaiser-Wilhelm-Institut für Metallforschung in Stuttgart ein, wo er sich 1939 an der TH Stuttgart habilitierte. Danach wechselte er 1939 an die TH Dresden als Oberingenieur im Physikalischen Institut, wo er 1940 zum Privatdozenten für Metallphysik ernannt wurde.
Nach der ersten Lockerung der Mitglieder-Aufnahmesperre der NSDAP trat er 1937 dieser Partei bei, nachdem er bereits seit 1933 SA-Mitglied gewesen ist.
Nach dem Zweiten Weltkrieg erfolgte seine Entlassung aus dem Hochschuldienst auf Grund der Verordnung der Landesverwaltung Sachsen vom 17. August 1945. 1946 arbeitete Schulze zunächst als Leiter des Entwicklungssektors der Thermodynamischen Abteilung im Junkers-Motorenbau Dessau und wurde dann zur Arbeit als Wissenschaftler in Kuibyschew in der UdSSR verpflichtet. 1954 kehrte er als Professor mit Lehrauftrag für Sondergebiete der Physik nach Dresden zurück. 1958 wurde er dann Professor für Röntgenkunde und Metallphysik und Direktor des Instituts für Röntgenographie der TH Dresden und blieb es bis zu seinem Tod. Er starb 1974 in Dresden und wurde auf dem Friedhof Leubnitz-Neuostra beigesetzt.
Große Verdienste erwarb er sich insbesondere durch die Erforschung intermetallischer Phasen. Einen Schwerpunkt bildeten dabei seit Beginn seiner wissenschaftlichen Arbeit die Laves-Phasen. Seine grundlegenden Arbeiten trugen wesentlich zum Fortschritt der Metallphysik und zum Verständnis der Eigenschaften intermetallischer Phasen bei und bleiben Grundlage für die Entwicklung neuartiger Hochtemperatur-Werkstoffe auf der Basis intermetallischer Phasen.

## Ehrungen und Mitgliedschaften
- 1959 Verdienstmedaille der DDR
- 1960 Ordentliches Mitglied der Sächsischen Akademie der Wissenschaften[3]
- 1967 Nationalpreis III. Klasse der DDR
- Mitglied der Physikalischen Gesellschaft der DDR, der Deutschen Gesellschaft für Metallkunde, der Deutschen Mineralogischen Gesellschaft und des Institute of Metals in London

## Werke (Auswahl)
- Die Kristallstruktur von BPO4 und BA(8)O(4). In: Zeitschrift für Physikalische Chemie. Abteilung B: Chemie der Elementarprozesse, Aufbau der Materie. Bd. 24, Nr. 2/3, 1934, 1934, S. 215–240.
- Kristallform und Raumgitter von ZrF4. In: Zeitschrift für Kristallographie. Bd. 89, 1934, S. 477–480, doi:10.1524/zkri.1934.89.1.477.
- Zur Kristallchemie der intermetallischen AB2-Verbindungen (Laves-Phasen). In: Zeitschrift für Elektrochemie und angewandte physikalische Chemie. Bd. 45, Nr. 12, 1939, S. 849–902, onlinelibrary.wiley.com, doi:10.1002/bbpc.19390451202.
- Deutsche Mineralogische Gesellschaft. 4 Diskussionstagung der Sektion für Kristallkunde. Darmstadt, 25. und 26. April 1957. Aus den Vorträgen: G. E. R. Schulze, Dresden: Erforschung der Orientierung magnetischer Atommomente in Kristallen mittels Neutroneninterferenzen. In: Angewandte Chemie. Bd. 69, Nr. 16, 1957, S. 543, doi:10.1002/ange.19570691614.
- Über die Atomabstände in Laves-Phasen. In: Zeitschrift für Kristallographie. Bd. 111, Nr. 1959, S. 249–258, doi:10.1524/zkri.1959.111.1-6.249.
- Dichte und Raumerfüllung bei intermetallischen Verbindungen, insbesondere Laves-Phasen. In: Zeitschrift für Kristallographie. Bd. 115, Nr. 3/4, 1961, S. 261–268, doi:10.1524/zkri.1961.115.3-4.261.
- Metallphysik. Ein Lehrbuch. Akademie-Verlag, Berlin 1967, (2., bearbeitete Auflage. Springer, Wien u. a. 1974).
- Über Homogenitätsbereiche in intermetallischen Verbindungen und ihre Bedeutung für die physikalischen Eigenschaften. In: Reinststoffe in Wissenschaft und Technik. 3. Internationales Symposium, 4.–8. Mai 1970 in Dresden. Plenar- und Hauptvorträge (= Reinststoffprobleme. Bd. 4, ZDB-ID 558681-1). Akademie-Verlag, Berlin 1972, S. 641–653.
- mit Gert Leitner und Peter Paufler: On Laves Phase Families Containing Lanthanides and other Metals. In: Евгений М. Савицкий (Red.): Редкоземельные Металлы, Сплавы и Соединения. Наука, Москва 1973, S. 137–142.